# Unió Esportiva Valls
La Unió Esportiva Valls es un club de fútbol de la ciudad de Valls, que actualmente compite en la Primera Catalana.

## Historia
Los primeros clubes de los que se tiene constancia en la villa de Valls fueron el Club Sporting Hispania FC (1914), el Valls FC, el Hermanos San Gabriel y el Regimiento de Caballería, que desaparecieron al comenzar los años veinte.
El año 1922 nacieron el Valls Deportiu (de la Juventud Nacionalista) y el Atlètic Vallenc (Secció d'Esports del Centre d'Unió Republicana, que más tarde se llamó Penya Sempre Avant en los años 30). 
A finales de los años 60 el fútbol había desaparecido en Valls. Algunos jugadores llegaron a un acuerdo con el Club Bàsquet Valls para formar la sección de fútbol del CB Valls en 1969, que se afilió a la Federación Catalana de Fútbol. En 1972 la sección se independizó para dar vida al Valls Club de Fútbol.
La Unió Esportiva Valls nació en 1980 al fusionarse los dos clubes más importantes de la ciudad, el Valls CF y el CF Quatre Barres.
El inicio de la actual UE Valls habría que buscar a finales de los años 70, cuando se produjo la fusión entre el Valls CF, el cual estaba atravesando una grave crisis, y el CF Cuatro Barras, que era un club formado para aficionados. Esta fusión dio lugar al nacimiento de un nuevo club, que tuvo como presidente Albert Girona, junto con Manel Hernández, que siempre apoyó la labor presidencial. En el primer equipo, añadirse nueve equipos más compitiendo con desigualdad de resultados, el primer equipo descendió a 2 ª Regional la temporada 1980-1981. En el año 1982 y para nutrir el primer equipo de jugadores locales, se abrió la Escuela de Fútbol base, produciendo este hecho, que en 1983 se formara una junta gestora integrada por Antoni Campanera, Ramon Amenós y Ramon Sendra, con la colaboración del Ayuntamiento de Valls. Finalmente, consiguieron formar un equipo que pudo ascender a Primera Regional, coincidiendo con la reestructuración de esta categoría. Los cambios llegaron en la presidencia y Antonio Campanera fue sustituido por Joan Peris, que, con el sacrificio de todos y el empuje necesario, continuaron intentando el ascenso a Preferente, aspiración perseguida por jugadores y afición. Con la entrada de Carlos Magriñà, que estuvo cuatro temporadas (1989-1993), comenzó una etapa muy positiva para la Unión Deportiva. Se inició una campaña de captación de socios, llegaron a los 600. Por lo demás y para luchar por el ascenso a Preferente se hizo una apuesta por jugadores como Lluís Fàbregas, Vadell, Cano, Lázaro, Carlos ... De esta manera y en el campo del San Pedro y San Pablo, el equipo entrenado por García conseguía el ascenso a Preferente. Después de Magrinyà, la UE Valls tuvo como presidente Pàrraga dos temporadas (que dejó el equipo con problemas económicos) para dejar sitio a Ramon Trilla, que la temporada 1996-1997 conseguía el ascenso a 1 ª Catalana. Martín estuvo como presidente dos temporadas en 1 ª Catalana y después Ramón Piñas, mediante una junta gestora, se hizo cargo (3 temporadas) y la temporada 2001-2002 el equipo desciende en una temporada complicada para el club, que se sintió poco amparado por las instituciones. La temporada 2002-2003 el equipo jugó en Preferente con Ventura como presidente con una junta gestora, categoría que perdió la misma temporada para estar 4 años más a 1 ª Regional, presidido por Antonio Campanera, que volvía como presidente . El equipo pierde la categoría y el equipo pasa una sacudida institucional, incluso, se habla de la desaparición de la entidad. Finalmente, Francesc Martí, coge la presidencia para conseguir ascender en 4 temporadas 4 categorías, y consigue situar la Unión Deportiva diez años más tarde a la Primera Catalana y hacer que la ciudad de Valls vuelva a disfrutar de buen fútbol en una categoría importante. De este modo, tres mil cuatrocientos dos días más tarde, la UE Valls retornaba a la Primera Catalana con victoria en el campo del Olesa por 1-2 un 11 de septiembre de 2011.
Actualmente se encuentra en Primera Regional grupo 6 con el técnico Josep Mª Català i Francesc Martí como presidente.  En pretemporada del 2010 el nuevo tècnico, Gregori Vendrell duró solamente veinticuatro días, fruto de su ineficacia. El equipo viene de superar un bache institucional donde pasó de Primera Catalana a Segunda Regional. Hace dos temporadas Miquel Lòpez consiguió ascender al equipo a Primera Regional. En su segundo año fracasó aunque luchó toda la temporada por el ascenso, pero perdió estrepitosamente 7-0 en el campo del Reddis. 
La temporada 2010-2011 donde la UE Valls tiene hasta tres entrenadores diferentes consigue el ascenso histórico a 1ª Catalana al quitarle el ascenso al Campo Claro en las dos últimas jornadas. La llegada de Isaac Fernández (exentrenador del Campo Claro) en la segunda vuelta ha sido clave para entender el ascenso del equipo. Antes de la jornada 33 de 34 el Campo Claro era primer clasificado y equipo de 1a catalana pero en esa jornada le tocaba jugar contra la UE Valls, ganó el último (2-1) y se situaba como primer clasificado. Le quedaba el partido contra el Gimnàstic de Tarragona B, que pasó como mero trámite para conseguir el ascenso ganando en el campo del San Pedro y San Pablo por 0-4.
La UE Valls prepara la temporada 2011-2012 con el objetivo de hacer otra gran temporada pese a tener que hacer muchos cambios en la plantilla. Albert Company Beto, mítico jugador del equipo vallense, se retira la temporada 2010-2011 dejando la capitanía del equipo que subió a primera catalana. A priori la directiva del club intentará mantener la categoría que tanto le ha costado ganar.

## Himno
Amunt, amunt, amunt,
amb l'Unió Esportiva.
Amunt, amunt, amunt,
amb la Unió Esportiva Valls.
Aquest es el nostre cant,
aquest es el nostre crit,
perque Valls vagi endavant
amb el joc del nostre equip.
Amunt, amunt, amunt
amb la Unió Esportiva
Amunt, amunt, amunt,
amb la Unió Esportiva Valls.
Volem ser sempre els primers
el nostre ideal soblim
com els nostres castellers
sempre amunt fins d'alt al cim.
Amunt, amunt, amunt,
amb l'Unió Esportiva.
Amunt, amunt, amunt,
amb la Unió esportiva Valls.
Victòria sempre cantem
i el goig nostre poi triunfar
Ens doni tardes de glòria
a l'Estadi del Vilar.
Unió Esportiva Valls,
amunt, amunt, amunt!